# Dik Herberts
Dirk (Dik) Herberts (Elst,1 maart 1931 – aldaar, 10 mei 2016) was een Nederlandse voetballer en atleet, die zijn gehele voetbalperiode voor Vitesse is uitgekomen.

## Voetbal

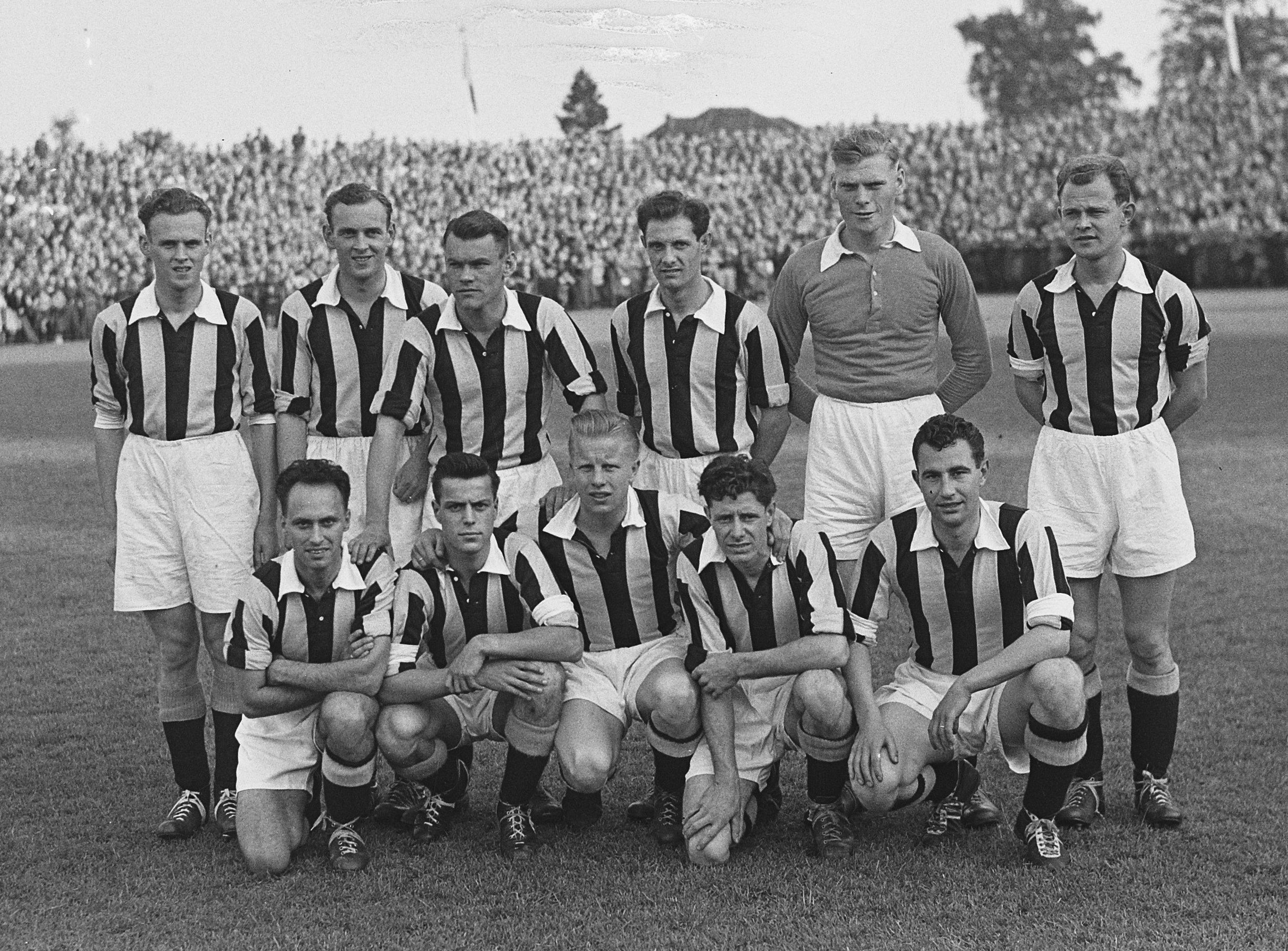
Vitesse kampioen klasse IB (1953).
Dik Herberts staand uiterst links

In 1941 trad hij op jeugdige leeftijd toe tot Vitesse, dat toen AV & AC Vitesse heette. Hij doorliep de jeugdelftallen en maakte zijn debuut in het eerste elftal als 16-jarige in 1947. Van 1948 tot 1959 speelde hij onafgebroken als snelle rechtsbuiten in Vitesse. In 220 officiële wedstrijden scoorde Herberts 48 doelpunten.
Bij de invoering van het semiprofessionele voetbal behield hij de amateurstatus. Hij speelde in De Zwaluwen, en maakte in 1956 en 1957 deel uit van het toenmalige Nederlands amateurvoetbalelftal. Met dit elftal speelde hij in Maubeuge tegen Frankrijk en in Glasgow tegen Schotland.
Na zijn voetbalperiode was hij redacteur van het cluborgaan van Vitesse. Nadien behoorde hij tot de oprichters van de vereniging "Oud Vitesse 1". Hiervan was hij van 1997 tot 2007 secretaris. Later werd hij tot erelid benoemd. Van Vitesse ontving hij de decoratie "Zilveren Vitessenaar", mede voor zijn werk in de totstandkoming van het Vitesse-museum "Home of History" in het GelreDome. De laatste jaren was hij werkzaam als vrijwilliger/archivaris.

## Atletiek
In de beginperiode was Herberts ook atleet. Vitesse kende al geruime tijd geen atletiekafdeling meer en daarom sloot Herberts zich in 1948 aan bij de Amsterdamse Atletiek Vereniging AV 1923. Hier stond hij onder hoede van begeleider en coach Jo Moerman.
Enkele successen waren:
- Nederlands B-kampioen (1949)
- Jeugdinternational (1949 en 1950)
- Nederlands jeugdkampioen verspringen (1949 en 1950)
- Nederlands jeugdkampioen 100 meter (1949) (11.3 seconden)
- Nederlands jeugdkampioen 300 meter, met een nieuw Nederlands record (1950)

Met de junior-estafetteploeg van AV'23 verbeterde hij tot tweemaal toe het Nederlands record op de 4×300m. Met de seniorenploeg was hij eveneens succesvol, op de 4×100m en de 4×400m. Voor de nationale seniorenploeg kwam hij in 1951 in 's-Hertogenbosch tegen België uit op de 4×400m.
In 1951 sprong hij in Hengelo 6,85 meter.

## Overige activiteiten
In 1953 maakte hij definitief de keuze voor het voetbal. Daarbij speelde zijn werk mee in het familiebedrijf Herberts in Elst. Van hieruit was hij 45 jaar redacteur van het streekblad "De Betuwe". Hierbij promootte hij ook het Betuwse amateurvoetbal.
In de loop van zijn leven vervulde Herberts talloze functies zoals:
- Secr. Elster paardenmarkt, comité verloting, lid veemarktcie, lid goederenmarktcie
- Lid Alg. Bestuur en perscommissaris Concours Indoor Gelre
- Secr. afd. Elst Kon. Ned. Middenstandsbond, later EOV
- Secr. Coöperatieve Glasverzekering Elst
- Secr. VVV Elst Vooruit, waarvan het servicepunt in de Boekhandel was
- Oprichter en secr. van Bureau Medische Sportkeuring Elst
- Lid raad van Commissarissen Onroerend Goed De Vereniging
- Lid en secr. raad van toezicht van de Coöperatieve Raiffeisenbank Elst
- Lid van Historische vereniging Marithaime Elst en auteur van vele Historische onderwerpen van WO2 en Elster en Betuwse histories
- Bestuurslid Stichting Floriant
- Lid van bestuur Elster Pravo
- Secr. Rotary Club, drager van de Paul Harris onderscheiding.
- Lid gemeentelijke werkgroep 50 jaar Bevrijding
- Lid Stichting Welcome Veterans. Ieder jaar was hij gids voor de veteranen uit Engeland
- op een toer door de Betuwe.

Herberts heeft een aantal onderscheidingen ontvangen voor zijn vrijwilligerswerk:
- Kon. onderscheiding: Drager van de eremedaille in goud in 1991
- Erepenning van de gemeente Elst bij het 100-jarig bestaan van zijn weekblad De Betuwe.
- Bij zijn pensionering in 1996 mocht hij de zilveren erepenning van de gemeente Elst in ontvangst nemen.